# Hilarión
San Hilarión (292-372) fue un anacoreta nacido en Gaza, entonces parte de la provincia romana de Siria Palestina, compañero de San Antonio Abad y fundador de la vida monástica en Palestina. 
Huyendo de la celebridad que sus milagros le granjearon, recorrió los desiertos de Egipto, por lo que es considerado uno de los padres del yermo. Pasó después a Sicilia, Dalmacia y la isla de Chipre y aquí terminó su vida en una ermita en el 372.  
Se le celebra el 21 de octubre.

## Vida y actividad religiosa
Hilarión nació en una aldea al sur de Gaza, en la región de Palestina, de padres paganos. Sus padres fueron adinerados y le mandaron a Egipto, donde recibió una educación bajo la tutela de un gramático. Allí, Hilarión "dio muestras de su gran ingenio y buenas costumbres. Al poco tiempo era amado por todos y llegó a ser muy versado en el arte de hablar".
 

Quizás fue durante esta época cuando Hilarión se convirtió al cristianismo, y fue conocido por su desprecio a las populares formas de entretenimiento, prefiriendo participar en las asambleas de la Iglesia. Al escuchar del monje célebre Antonio, Hilarión se apresuró al desierto para observar el estilo de vida del famoso ermitaño. 
"Observaba su modo de vivir, la gravedad de sus costumbres, su asiduidad en la oración, su humildad en la acogida de los hermanos, su severidad para corregirlos, su prontitud para exhortarlos, y cómo ninguna debilidad quebraba su continencia y austeridad en la comida."
Tras su visita a Antonio, Hilarión decidió comenzar su vida ascética da la misma manera que la empezó Antonio, en la soledad del desierto. Regresó a su patria y repartió su heredad entre sus hermanos y los pobres sin reservarse nada. "(Hilario) Recordaba sobre todo la palabra del Señor: El que no renuncia a todo lo que posee no puede ser mi discípulo".

### El desierto de Maiuma
Con solo quince años de edad, Hilarión se retiró al desierto cerca de Maiuma, una zona conocida por sus bandidos violentos. Allí sufría de la dureza del clima y comía solamente quince higos después de la puesta del sol. Con el correr del tiempo, Hilarión se acostumbró a la vida ascética y pasaba su tiempo "orando con frecuencia y salmodiando, trabajando la tierra con la azada, para que la fatiga del trabajo redoblara la de los ayunos". En muchas ocasiones, se dice que Hilarión peleó con el demonio, quien trataba de tentarlo con toda clase de placeres mundanos. Sin embargo, Hilarión se mantuvo firme en la oración, el ayuno, la recitación de la escritura, la alabanza a Dios y la invocación del nombre de Jesús en momentos de prueba y angustia.